# Waltenhausen
Waltenhausen est une commune de Bavière (Allemagne), située dans l'arrondissement de Guntzbourg, dans le district de Souabe.

## Quartiers
- Hairenbuch
- Weiler